# Taxinge kyrka
Taxinge kyrka är en kyrkobyggnad i Taxinge i Strängnäs stift. Den är församlingskyrka i Turinge-Taxinge församling.

## Kyrkobyggnaden
Den första kyrkan var ett mindre kapell byggt i trä som byggdes cirka 1650 efter initiativ av biskopen i Strängnäs Johannes Matthiæ Gothus. Det är okänt var denna kyrka låg. Helt klart är också att även denna kyrka haft en medeltida föregångare även den är helt okänd. En ny kyrka uppfördes på samma plats som dagens kyrka av hauptmannen Johan von Westphal, som då var ägare till Taxinge-Näsby gods. Kyrkan stod färdig 1704. Kyrkan hade samma planform som den nuvarande med den korsformiga kyrkan i gråsten och koret i tegel. På nuvarande korets plats fanns en mindre utbyggnad som användes som sakristia. Enligt vissa traditioner skall kyrkan tidigare ha varit krutmagasin.
Under 1800-talet förföll kyrkan, och 1861 bestämdes att en ny skulle uppföras men yttermurarna från den äldre återutnyttjades. Den nya byggnaden ritades av arkitekt Adolf W. Edelsvärd och kunde invigas den 13 december 1863. Den uppfördes i nygotik med tegel och tegelfärgad puts. Spröjsverken och tornspiran i gotiskt gjutjärn kommer från Åkers styckebruk. Nedanför klockstapeln ligger Taxinge kyrkogård där bland andra Anders von Wahrendorff, brukspatron på Åkers styckebruk och godsherre på Näsby, fann sin sista vila år 1848.  Kyrkan renoverades invändigt 1989.

## Kyrkklockor och klockstapel
Nuvarande klockstapel av tjärad spån på en kulle 300 meter nordväst om kyrkan uppfördes 1869. Den ersatte en tidigare klockstapel som stod närmare kyrkan, vars ålder är okänd, men som omtalas första gången 1724. Lillklockan är försedd med inskrifter på ryska och årtalet 1580, och är förmodligen ett krigsbyte. Storklockan göts av Lorentz Berg i Stockholm, donerades till kyrkan av Johan von Westphal och bär donatorns vapen.

## Kyrksilver
Kyrkans kal är i helt förgyllt silver med genombrutet gotiskt gallerverk nedtill på foten och därovanför en latinsk inskrift av minuskler: "misere mei deus s(e)c(un)d(u)m magnam mi(sericordi)am tuam" och på nodens sex knappar ordet "ihesus". Kalken är från omkring 1400, men skålen är senare, utförd av guldsmeden Anders Bergman i Mariefred 1748. Paténen till kalken har en graverad framställning av Kristus sittande på regnbågen och med ett svärd och en lilja utgående från munnen, allt i en fyrpassformig ram med evangelistsymbolerna i halvrundlarna. På brättet är Jesu ansikte graverat. Paténen är möjligen något äldre än kalken och från sent 1300-tal. En annan kalk med tillhörande patén har inskriften "Iohan von Westphal Brigitta Magdlena Fleetwood 1710". Enligt stämplarna är den tillverkad av Stockholmsguldsmeden Henrik Möller som dog 1690, så inskriften måste vara senare graverad. Kyrkan har även två delvis förgyllda vinkannor, den ena rad, uppåt avsmalnande med vinkelbrutet handtag och den andra päronformig. Båda är tillverkade av guldsmeden Eric Starin i Stockholm, den raka 1694 och den päronformiga 1696. En oblatask av silver i rokokoform med blomma på locket och pärlstav kring kanten är tillverkad 1782 av guldsmeden Jakob Danielsson Lampa i Stockholm. En oblatask av koppar med rika drivna blomsterornament på sidorna och på locket är från slutet av 1600-talet. Ett sockenbudstyg, bestående av kalk med vinbehållare i noden samt patén är enligt stämplarna tillverkad 1723 av guldsmeden Lucas van der Hagen i Stockholm.
Kyrkan äger även en dopskål i silver, tillverkad i Stockholm på 1620-talet, som är särskilt intressant genom sina inskriptioner. På ena sidan finns initialerna för Karl Gyllenstierna (1575–1621) jämte Gyllenstiernas och Bielkes vapen efter hans fäderne- och mödernevapen, samt på andra sidan initialerna efter hans hustru Anna Ribbing jämte hennes fäderne- och mödernevapen Ribbings och Kaggs. Bredvid Kaggvapnet står moderns initialer KMD (Karin Mattsdotter). Årtalet 1626 under vapnen anger året som vapnen ingraverats. I botten finns graverat en mängd initialer och årtal, som är av stort släkthistoriskt värde. En första serie börjar med "HKGS föt anno 1575" och "FAR föt anno 1576" för Karl Gyllenstierna och Anna Ribbing. Därefter följer initialer och födelseår för deras åtta barn. Nästa serie börjar med "GF föd 1594" för Georg Fleetwood och slutar med "EEF föd 1687". Några i den senare serien innehåller dödsår fram till 1714. Den har av allt att döma varit dopskål i släkterna Gyllenstierna, Fleetwood och senare von Westphal innan den donerades till kyrkan av Brita Magdalena Fleetwood.

## Ljusredskap
Kyrkan har sex ljuskronor av malm. Den äldsta är troligen den lilla femarmade kronan i sakristian som torde härröra från 1600-talets första hälft. En sexarmad krona under orgelläktaren är enligt inskrift skänkt av Taxinge sockenmän 1751. Övriga kronor förefaller härröra från slutet av 1600-talet. En av dem skänktes dock till kyrkan först i slutet av 1700-talet av generalen Johan Diedric Duwall på Näsby. Bland övriga ljusredskap märks en magnifik ljusstake för fem ljus av försilvrad malm med armarna avslutade av människofigurer från omkring 1600 samt ett par silverljusstakar med inskriften: "Wälborin Biyata Stiern Stolpe wälborin fröken Elisabet utterMark". Ljusstakarna är tillverkade av guldsmeden Johan Hackzell, mästare i Mariefred 1758–1786.

## Textilier
En mässhake från Taxinge, nu i Statens historiska museum är ett arbeta från slutet av 1400-talet. Mässhaken med ett i guld och silke broderat kors är ett nordtyskt, troligen lübskt arbete. Ett antependium och en mässhake i blå sidendamast med invävda guldblommor har donerats till kyrkan 1712 av Brita Magdalena Fleetwood kort efter hennes make Johan von Westphals död. Ett antependium och en mässhake i vit sidenatlas med rika och praktfulla blomsterbroderier i guld, silver och silke bär initialerna I V W och B M F, antipediet även årtalet 1750 och mässhaken 1743. Antependiet har dock även vapen och inskrifter tillhöriga Axel Lillie och hans hustru Christina Mörner och torde vara tillverkat omkring 1650 och först ha tjänat något profant ändamål innan det donerades till kyrkan. Bland andra textilier märks ett altarringstäcke i vitt linne med blomsterslingor i konturbroderi, en kalkduk av rött siden med blomstermönster broderat i guld- och silvertråd samt paljetter och en kalkduk av vitt linne med en påsydd bård med broderat mönster i rött silke av blommor och stiliserade fåglar, alla tre föremålen härrör från 1600-talet.

## Orgel
- 1807 bygger Johan Ewerhardt, Stockholm en orgel med 7 stämmor.
- Den nuvarande orgeln är byggd 1934 av Åkerman & Lund, Sundbybergs stad och är en elektropneumatisk orgel. Fasaden är från 1897 års orgel.

| Huvudverk I        | Svällverk II      | Pedal      | Koppel    |
| Principal 8´       | Fugara 8´         | Subbas 16´ | I/P       |
| Spetsflöjt 8´      | Rörflöjt 4´       |            | II/P      |
| Oktava 4´          | Gemshorn 2´       |            | II/I      |
| Rauschkvint 2 chor | Crescendosvällare |            | I 4'/I    |
|                    |                   |            | II 16'/II |

### Kororgel
- Kororgeln är byggd 1991 av Matts Arvidsson, Stallarholmen och är en mekanisk orgel. Den har ett tonomfång på 54/27.

| Manual             | Pedal      | Koppel   |  |
| Principal 8' B/D   | Subbas 16’ | Man/Ped. |  |
| Gedackt 8' B/D     |            |          |  |
| Fugara 8'          |            |          |  |
| Octava 4'          |            |          |  |
| Rörflöjt 4'        |            |          |  |
| Octava 2'          |            |          |  |
| Cornett III chor   |            |          |  |
| Scharf II-III chor |            |          |  |
| Trumpet 8' B/D     |            |          |  |
| Tremulant          |            |          |  |

Interiörbilder
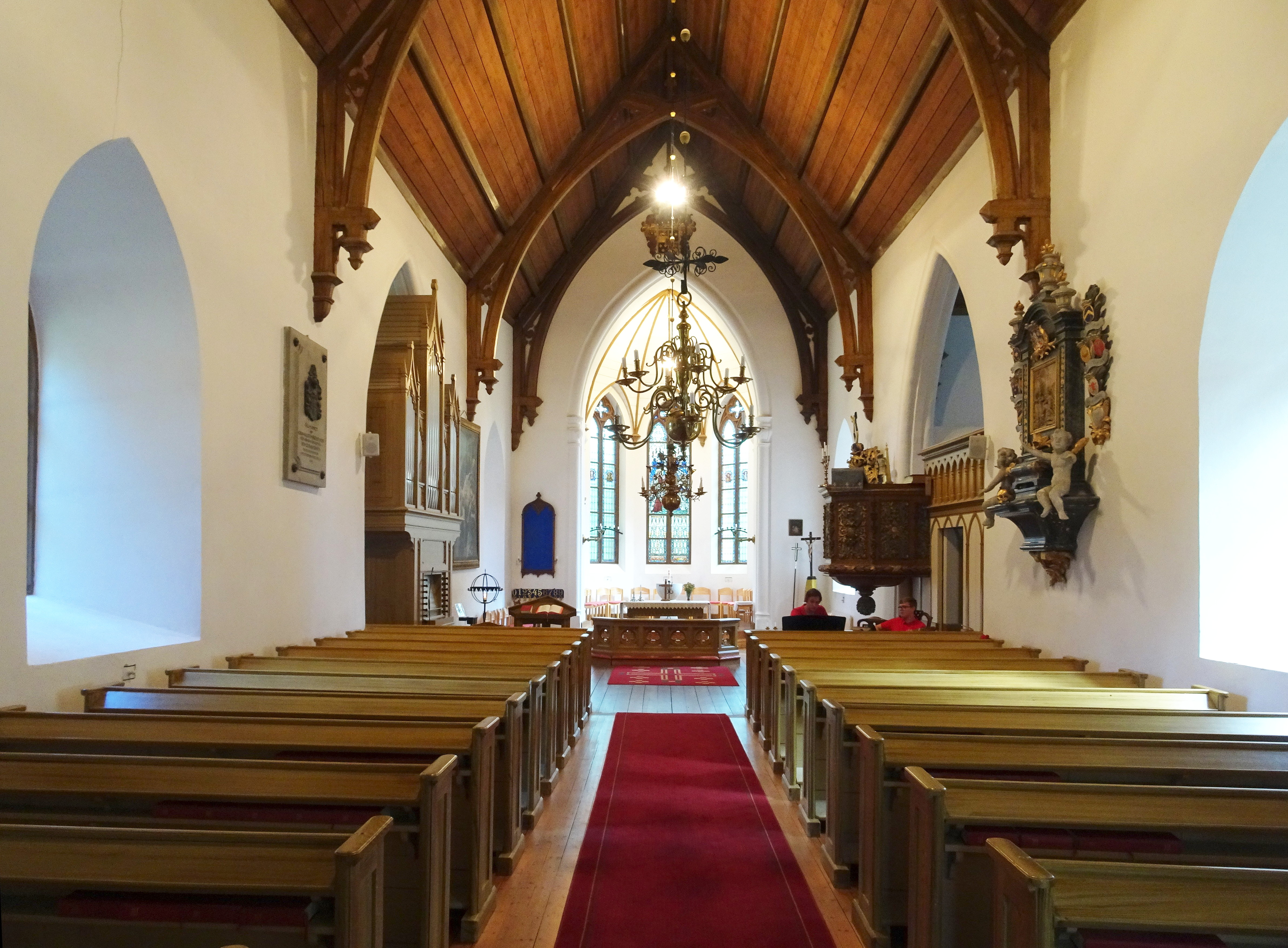
Altargången.
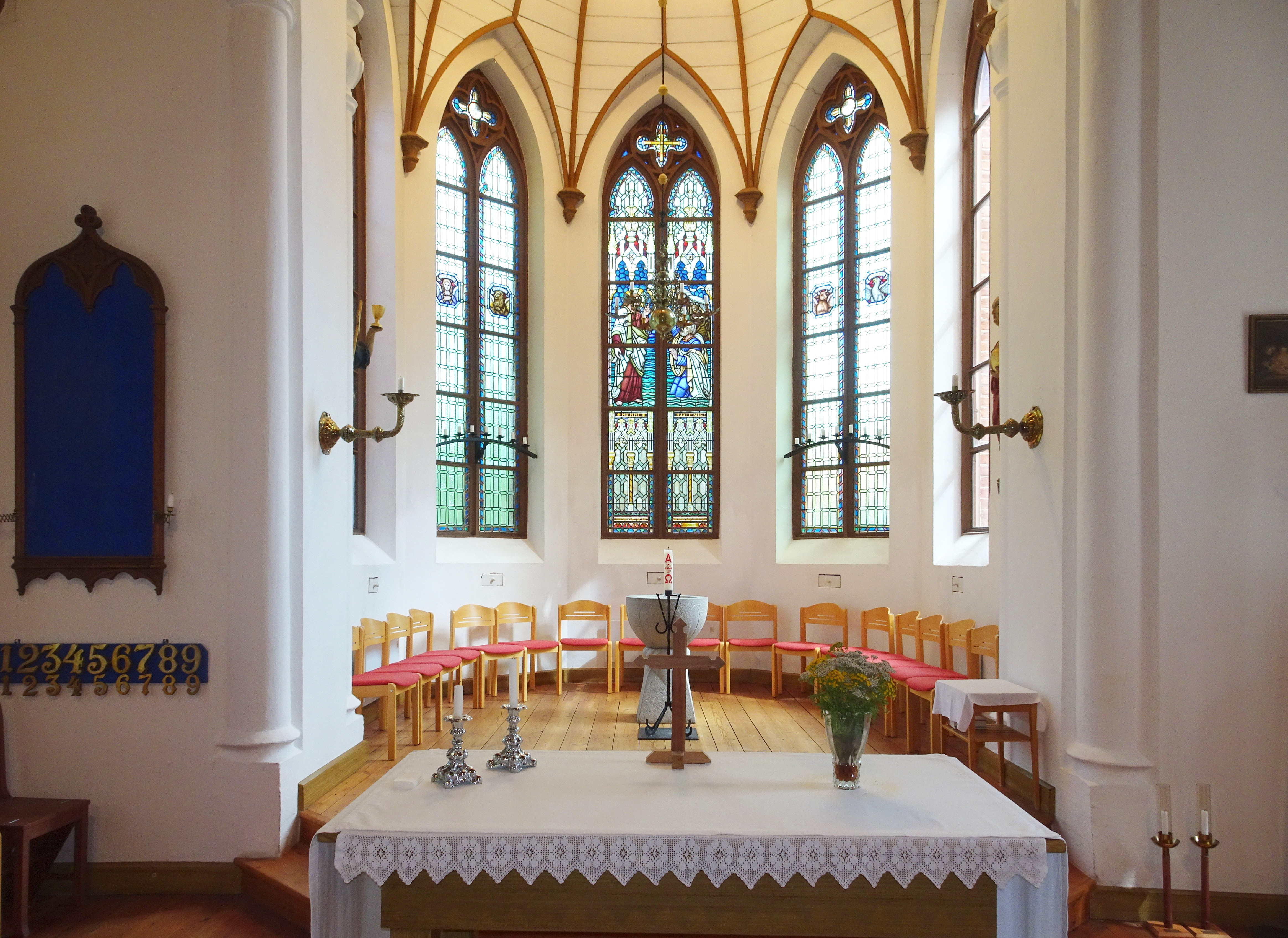
Altaret.
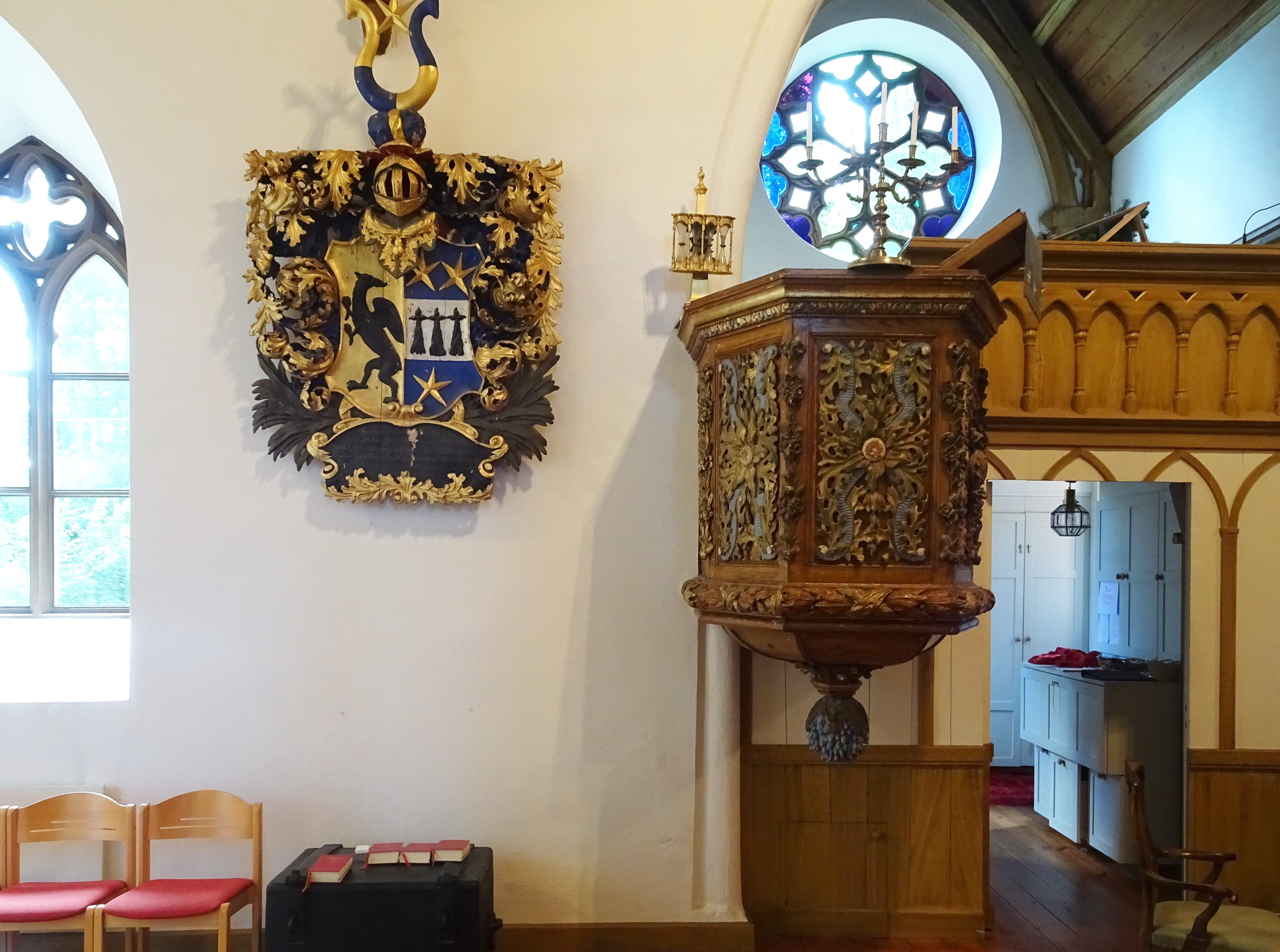
Predikstolen med Johan von Westphals epitafium.
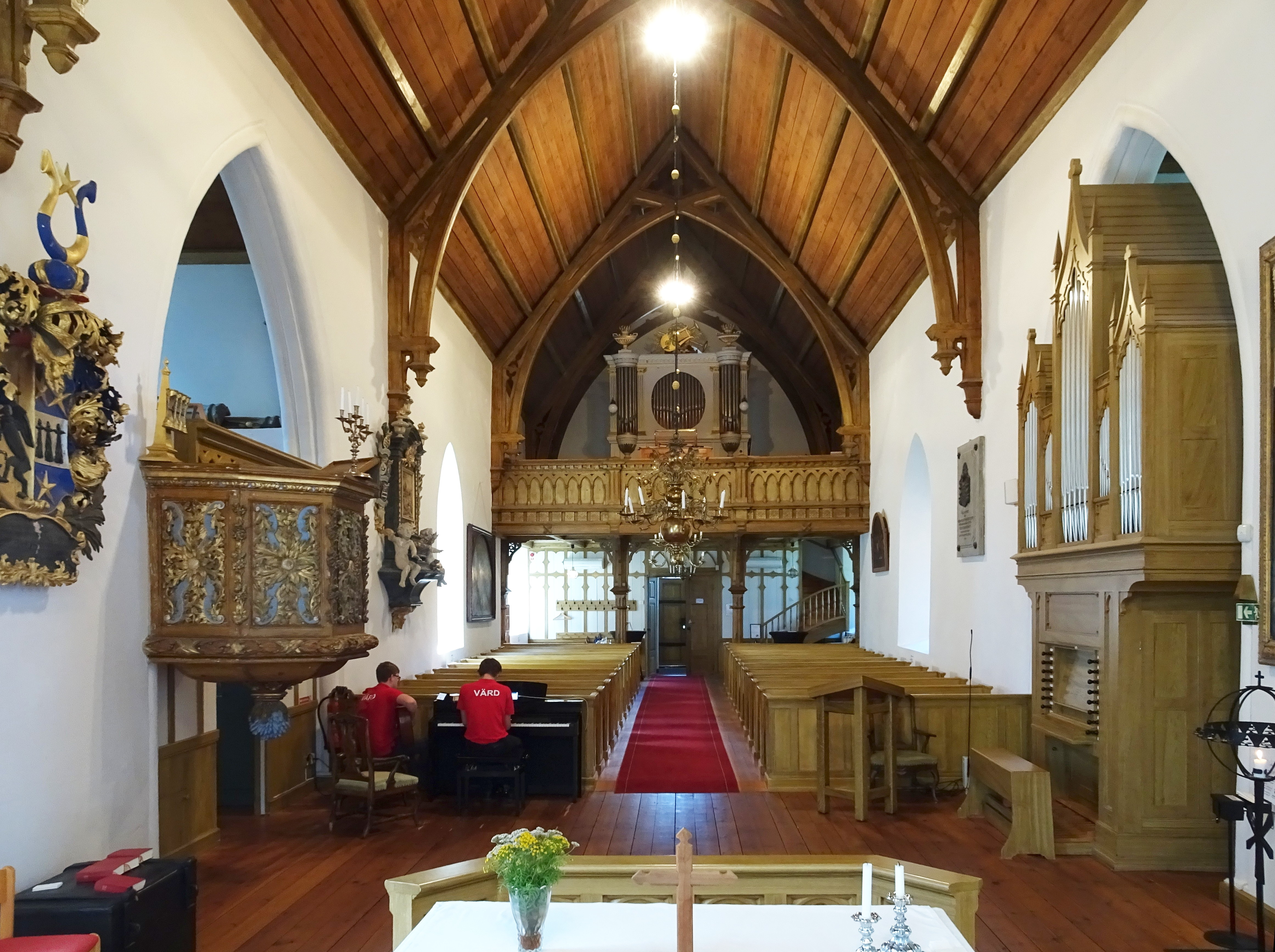
Kyrorummet mot läktaren.
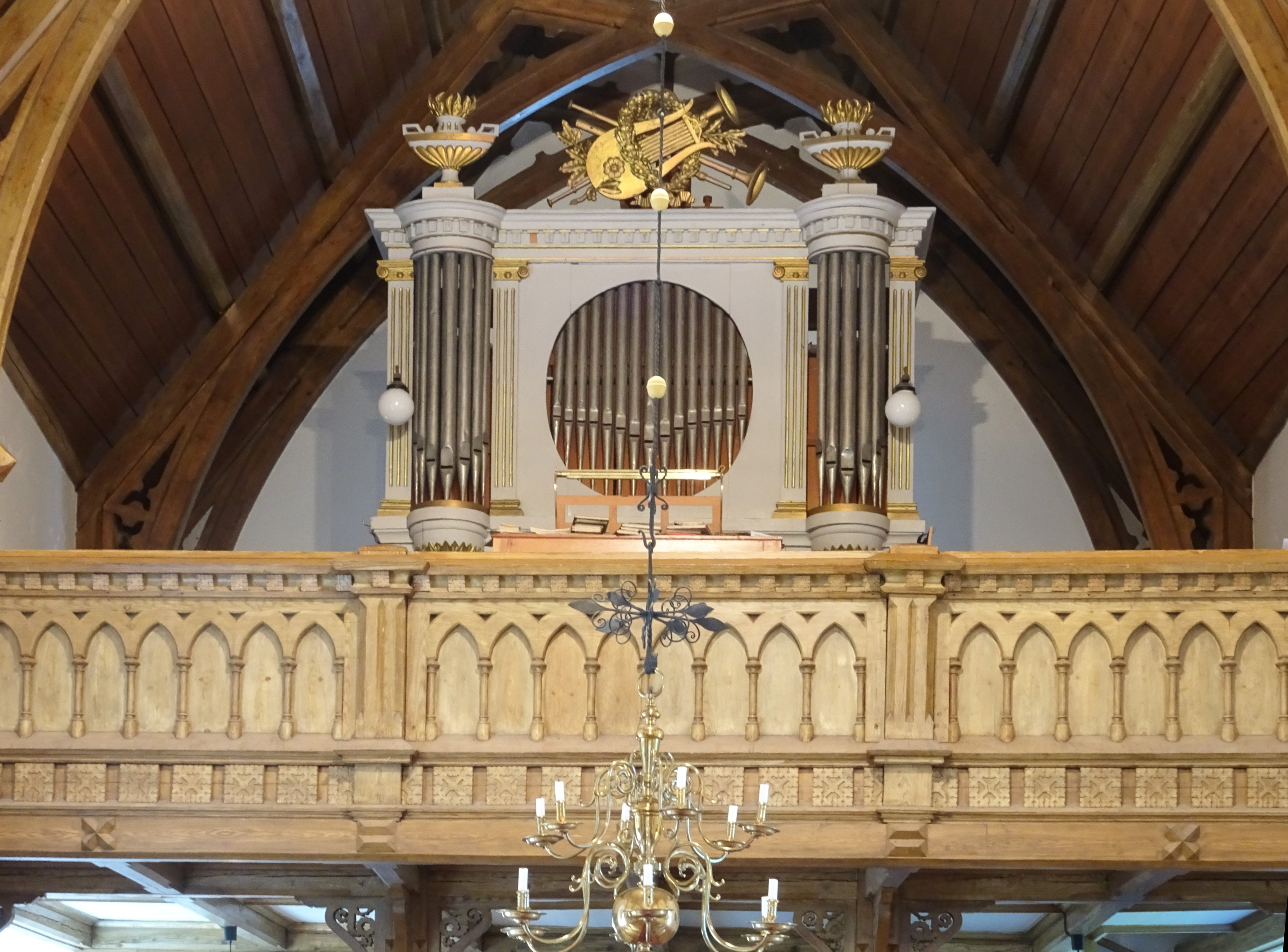
Läktarorgeln.

Kyrkogården och klockstapeln
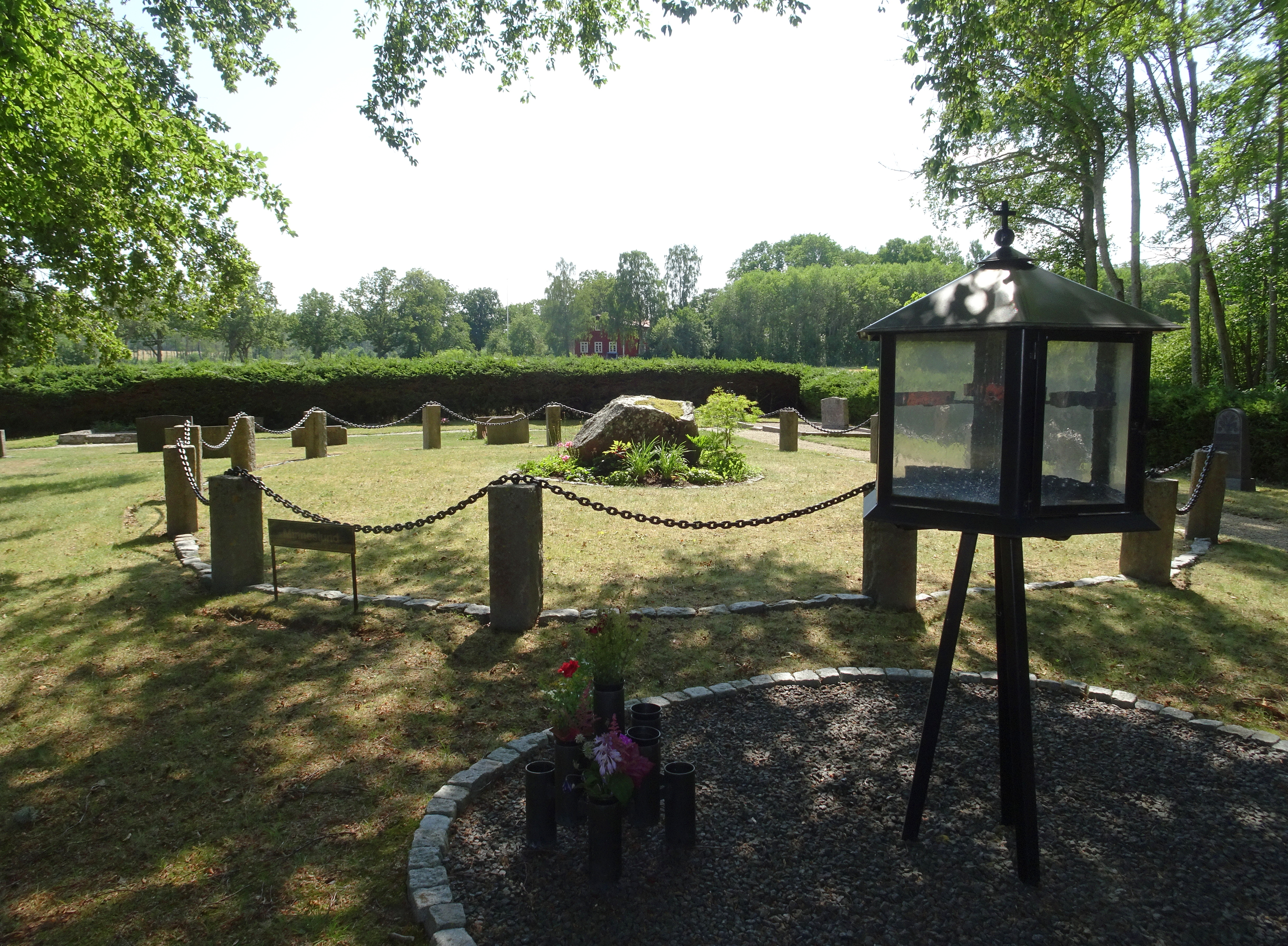
Minneslunden.
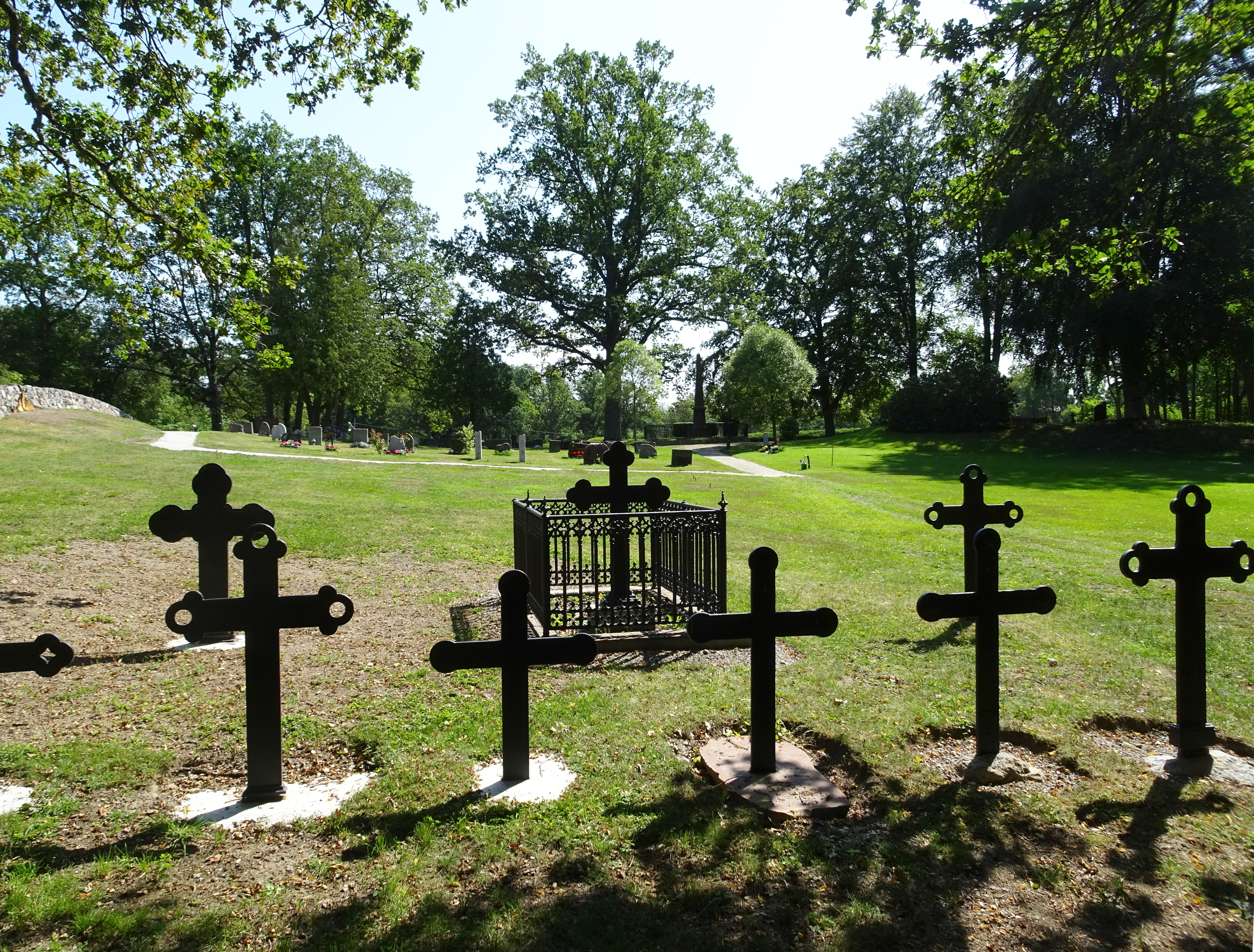
Kyrkogården.
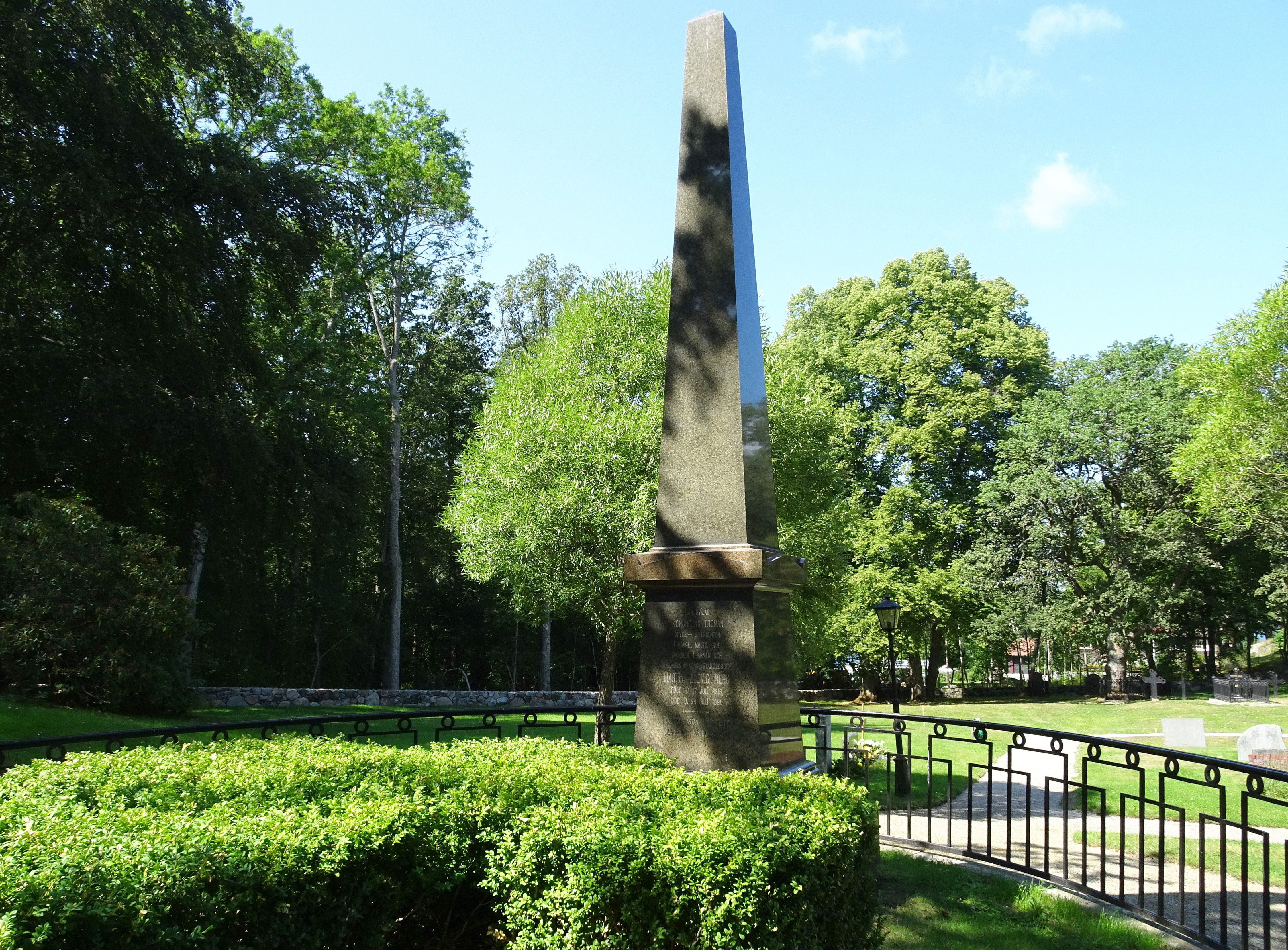
Martin Ludvig Bergs grav.
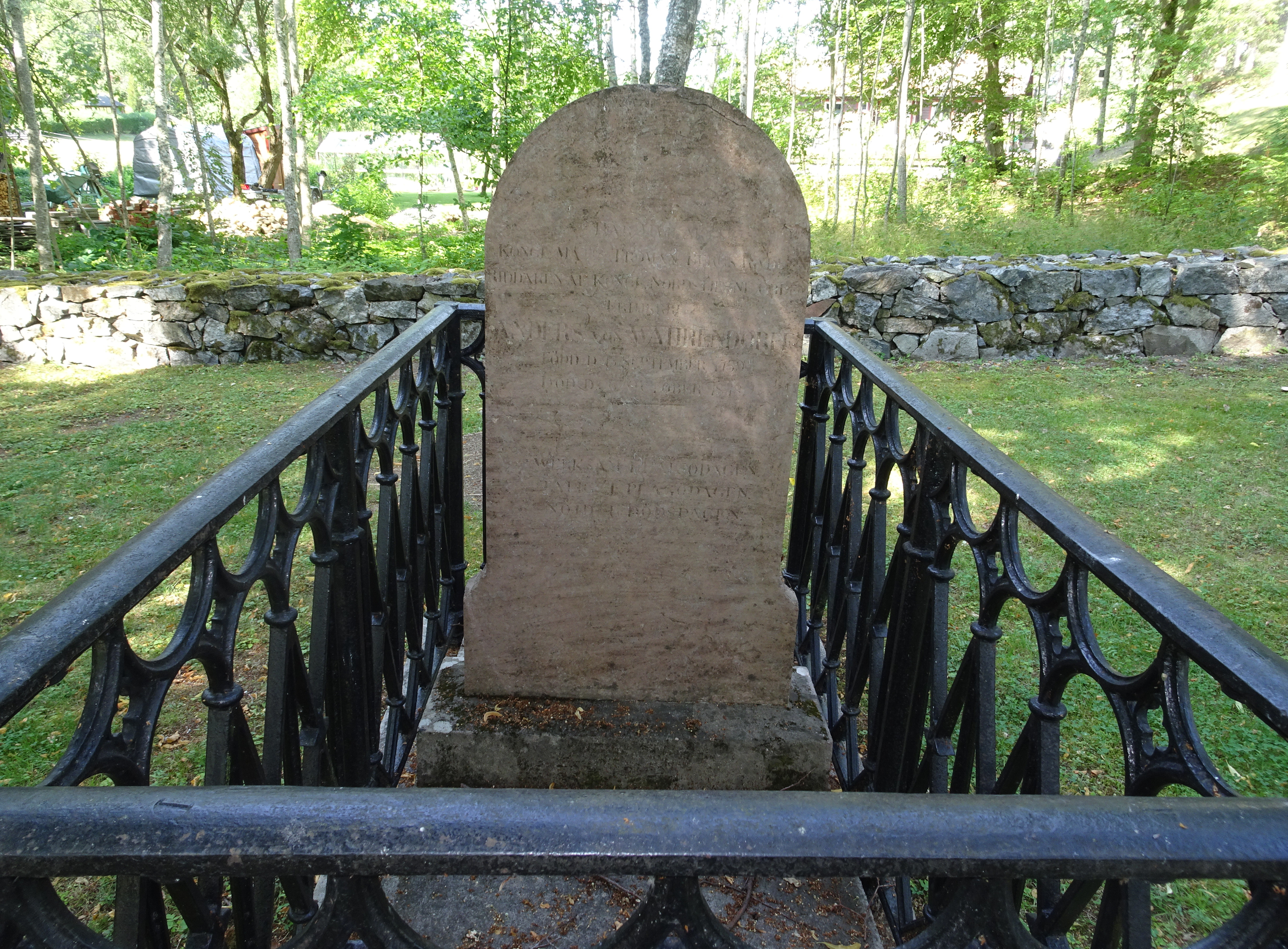
Anders von Wahrendorffs grav.
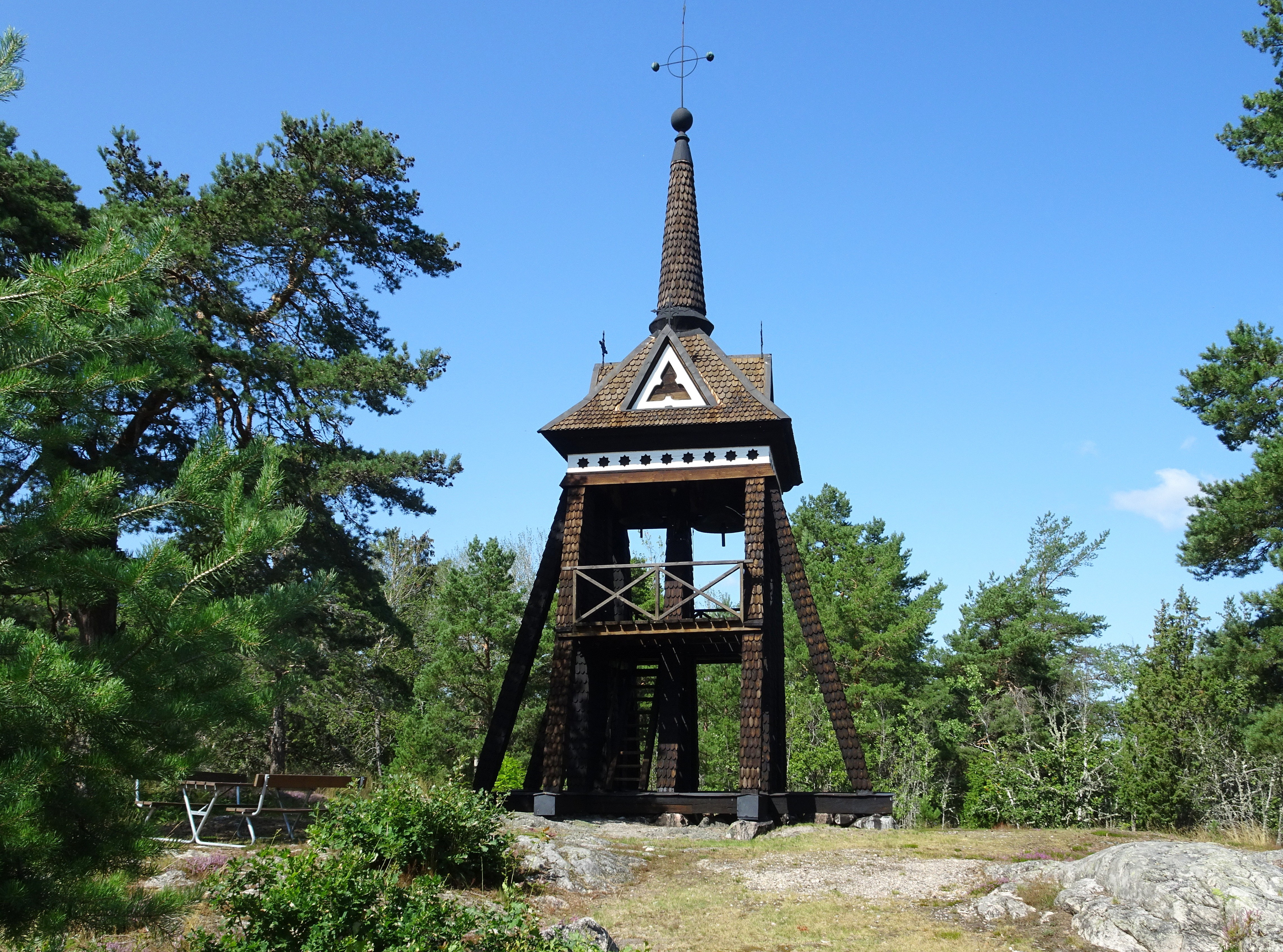
Klockstapeln.